# Miedling
Miedling ist eine Ortschaft in der Gemeinde Liebenfels im Bezirk Sankt Veit an der Glan in Kärnten (Österreich). Die Ortschaft hat 62 Einwohner (Stand 1. Jänner 2024). Sie liegt zur Gänze auf dem Gebiet der Katastralgemeinde Rosenbichl.

## Lage
Die Ortschaft liegt im Südwesten des Bezirks Sankt Veit an der Glan, im Tal des Harter Bachs westlich von Sörg sowie am Hang südlich von Sörg, oberhalb von Pulst. Die Zugehörigkeit der in diesem Bereich in den letzten Jahrzehnten errichteten Einfamilienhäuser zu den Ortschaften Sörg, Miedling und Hoch-Liebenfels entspricht nicht immer der natürlichen Siedlungsgliederung, sondern wurde unter anderem auch unter Berücksichtigung der Katastralgemeindegrenzen festgelegt; so kommt es, dass manche benachbarte Einfamilienhäuser zu unterschiedlichen Ortschaften gehören, deren Ortskerne mehrere hundert Meter entfernt liegen.

## Geschichte
Vom 15. Jahrhundert bis ins frühe 19. Jahrhundert trug der Ort den Namen Lantzendorf.
Als Teil der Steuergemeinde Rosenbichl gehörte die Ortschaft in der ersten Hälfte des 19. Jahrhunderts zum Steuerbezirk Rosenbichl. Bei der Schaffung der politischen Gemeinden Mitte des 19. Jahrhunderts kam der Ort zur Gemeinde Feistritz, die 1875 in Pulst umbenannt wurde. Am 6. September 1891 erlitten die am Harter Bach gelegenen Häuser (Schmiede, Grabenbauer) schwere Hochwasserschäden. Durch eine Gemeindefusion 1958 kam die Ortschaft an die Gemeinde Liebenfels.
Die Ortschaft bestand lange Zeit nur aus einigen Häusern im Graben des Harter Bachs sowie aus dem etwa 700 m südöstlich gelegenen Gehöft Zechner, das heute als Gasthaus (Zechnerin) bekannt ist. In den letzten Jahrzehnten wurden dazwischen am Hang einige Einfamilienhäuser errichtet.

## Bevölkerungsentwicklung
Für die Ortschaft zählte man folgende Einwohnerzahlen:
- 1869: 4 Häuser, 35 Einwohner[4]
- 1880: 4 Häuser, 24 Einwohner[5]
- 1890: 4 Häuser, 20 Einwohner[6]
- 1900: 3 Häuser, 35 Einwohner[7]
- 1910: 3 Häuser, 29 Einwohner[8]
- 1923: 3 Häuser, 33 Einwohner[9]
- 1934: 37 Einwohner[10]
- 1961: 4 Häuser, 25 Einwohner[11]
- 2001: 10 Gebäude (davon 8 mit Hauptwohnsitz) mit 10 Wohnungen; 51 Einwohner und 0 Nebenwohnsitzfälle; 10 Haushalte; 2 Arbeitsstätten, 3 land- und forstwirtschaftliche Betriebe[12]
- 2011: 17 Gebäude, 73 Einwohner, 14 Haushalte, 7 Arbeitsstätten[13]
- 2021: 20 Gebäude, 66 Einwohner, 17 Haushalte, 6 Arbeitsstätten[14]